# Односклепінна станція глибокого закладення

Станція «Метробудівників» Дніпровського метрополітену

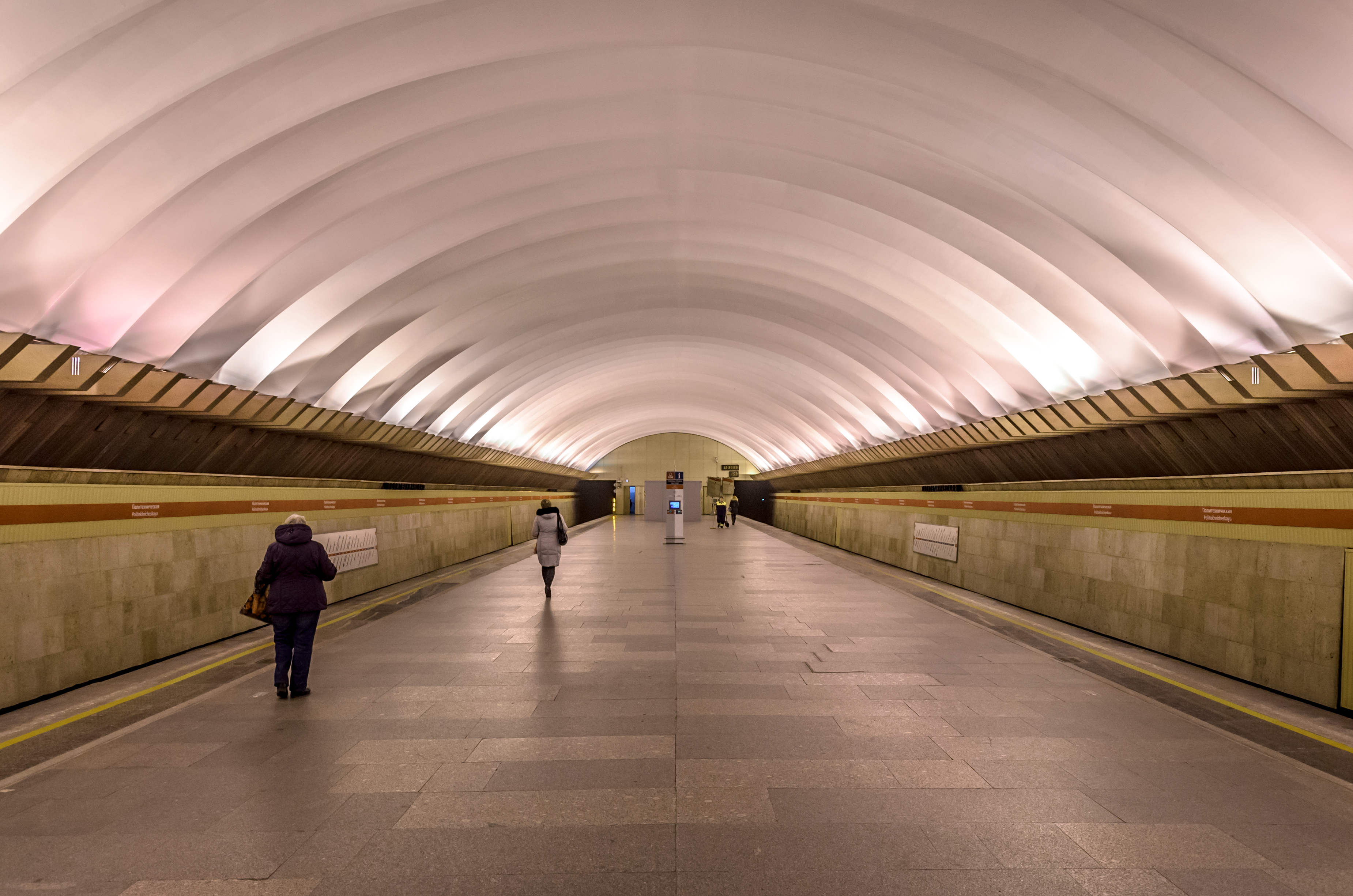
Станція «Політехнічна» Петербурзького метрополітену

Односклепінна станція глибокого закладення — тип станції метрополітену, являє собою єдиний конструктивний зал зі склепінням великої під'ємистості, у якому розташовується острівна платформа, колії й підплатформові приміщення.
Проект односклепінної станції було розроблено у Ленінграді і вперше застосовано у 1975 році — станції «Політехнічна» і «Площа Мужності».
Станція складається з таких конструктивних елементів: склепіння, набране з обтиснутих в породу омоноліченних залізобетонних блоків, опорні тунелі з бетонною подушкою і зворотне склепіння.
Такий тип станції дозволяє домогтися значної механізації робіт у будівництві. Тунелепрохідницький комплекс веде проходку перегінного тунелю до станції, після чого збочує з осі тунелю вниз праворуч і проходить опорний тунель станції, після чого повертається на трасу перегінного тунелю, аби продовжити шлях до наступної станції. Між двома опорними тунелями розробляється каллотний проріз за периметром майбутнього зводу. У прорізу з залізобетонних блоків збирається секція зводу, яка обтискаються у ґрунт з допомогою спеціального замкового блоку з домкратами. Секція склепіння спирається на бетонну подушку, заливану в опорному тунелі. Після змонтування склепіння станції, розробляється ґрунт вже всередині станції.
Різновидом односклепінної станції є двоярусна пересадкова односклепінна станція. Єдина на 2005 рік станція такого типу побудована у Санкт-Петербурзі — «Спортивна».
Найбільше односклепінних станцій побудовано у Санкт-Петербурзі — «Озерки», «Чорна річка», «Обухово», «Чкаловська» тощо. У Московському метрополітені є лише одна односклепінна станція глибокого закладення — «Тимірязєвська», інші односклепнні станції — мілкого закладення.
Наприкінці 1970-х років у Тбілісі розроблена інша конструкція односклепінної станції, розрахована на місцеві скельні ґрунти. На Сабурталінській лінії у 1979 році було відкрито дві перших станції — «Садгуріс моедані-2» і «Текнікурі-Університеті». 1985 року до них додалися три станції Ахметелі-Варкетільської лінії — «Варкетілі», «Грмагеле» і «Гурамишвілі». 16 жовтня 2017 року ведена в експлуатацію  ще одна односклепінна станція глибокого закладення — «Сахелмціпо-Університеті».
Третій тип конструкції односклепінної станції глибокого закладення розробили для скельного ґрунту Єкатеринбурга. Це станції — «Динамо» і «Геологічна» (у останньої є другий ярус, де міститься СТП). Третю таку станція відкрито 28 липня 2012 року — «Чкаловська».